# Västmanlands västra domsaga
Västmanlands västra domsaga, var en domsaga i Västmanlands län. Den bildades 1858 genom sammanslagning av en del av Gamla Norberg, Norrbo, Vagnsbro och Skinnskattebergs domsaga och Åkerbo domsaga. 1929 tillfördes Snevrige tingslag från Västmanlands södra domsaga. Domsagan upplöstes 1971 i samband med tingsrättsreformen i Sverige och överfördes då till Köpings tingsrätt.
Domsagan lydde under Svea hovrätts domkrets.

## Härader
Domsagan omfattade:
- Åkerbo härad
- Skinnskattebergs bergslag

Och från 1929
- Snevringe härad

## Tingslag
Den 1 september 1906 (enligt beslut den 23 juni 1905 och 15 december 1905) förenades Åkerbo tingslag och Skinnskattebergs tingslag för att bilda Västmanlands västra domsagas tingslag. Den 1 januari 1929 (enligt beslut den 14 juni 1928) överfördes Snevringe tingslag till Västmanlands västra domsaga från den upplösta Västmanlands södra domsaga. Samtidigt döptes Västmanlands västra domsagas tingslag om till Åkerbo och Skinnskattebergs tingslag

### Från 1858
- Skinnskattebergs tingslag
- Åkerbo tingslag

### Från 1906
- Västmanlands västra domsagas tingslag

### Från 1929
- Snevringe tingslag
- Åkerbo och Skinnskattebergs tingslag

## Häradshövdingar
| (fullmakt 7 december 1858) 1858-1878  | Johan August Hjärne         |           |
| (fullmakt 24 januari 1879) 1879-1894  | Carl Ingvar Wåhlin          | 1841-1894 |
| (fullmakt 10 maj 1895) 1895-1900      | Karl Johan Bergström        | 1858-1937 |
| (fullmakt 31 december 1900) 1900-1930 | Johan Olof Clarus Wallin    |           |
| (fullmakt 20 juni 1930) 1930-1947     | Lars Oscar August Montelius |           |
| (fullmakt 30 december 1947) 1948-1958 | Carl Axel Gabriel Durling   |           |
| 1959-1970                             | Jerker Utterström           |           |